# Monoizotopický prvek
Monoizotopický prvek je chemický prvek, který má pouze jeden stabilní izotop. Existuje jich celkem 26. Podobným pojmem je mononuklidický prvek, což je prvek s jediným izotopem s významným výskytem v přírodě.
Stabilita je u prvků definována experimentálně, existuje řada stabilních nuklidů s protonovým číslem vyšším než ~40, které by teoreticky měly být nestabilní, ovšem jejich přeměna nebyla pozorována přímo ani nepřímo (pozorováním produktů přeměny).
Monoizotopické prvky mají až na jednu výjimku lichý počet protonů (liché Z) a sudý počet neutronů u stabilního izotopu. Kvůli energii získané díky jadernému párování přináší lichý počet neutronů nestabilitu jádrům s lichým Z, přičemž těžší prvky vyžadují zcela spárované neutrony, aby byla jádra stabilnější (existují čtyři stabilní nuklidy s lichým protonovým i neutronovým číslem: vodík-2, lithium-6, bor-10 a dusík-14).
Jediný monoizotopický prvek se sudým protonovým číslem je beryllium, jeho stabilní izotop 9Be má 4 protony a 5 neutronů. U tohoto prvku stabilitě izotopu s vyrovnaným počtem protonů a neutronů zabraňuje výrazně vyšší vazebná energie u 4He, na nějž se 8Be přeměňuje alfa rozpadem.

## Odlišení od mononuklidických prvků
Seznam monoizotopických prvků se kryje se seznamem mononuklidických prvků, ovšem není stejný: mononuklidické prvky jsou takové, které mají v přírodě pouze jeden izotop s významnějším zastoupením, existuje jich celkem 19 mezi 26 monoizotopickými prvky. Příčinou jsou prvotní radioizotopy některých prvků, které se přimíchají ke stabilním izotopům a způsobí, že prvek není mononuklidický. Celkem sedm prvků tedy patří mezi monoizotopické, ovšem nikoliv mezi mononuklidické: vanad, rubidium, indium, lanthan, europium, lutecium a rhenium. U india a rhenia má radioizotop dokonce větší přirozený výskyt než stabilní izotop.
Tři další prvky (bismut, thorium a protaktinium) nemají žádný stabilní izotop, nejsou tedy monoizotopické, ovšem mají jeden přírodní izotop s významným (oproti ostatním izotopům prvku) výskytem a patří tak mezi mononuklidické.

## Seznam (pozorovatelně stabilních) monoizotopických prvků podle protonového čísla
1. Beryllium-9
2. Fluor-19
3. Sodík-23
4. Hliník-27
5. Fosfor-31
6. Skandium-45
7. Vanad-51* se vyskytuje společně s 0,25 % radioaktivního vanadu-50
8. Mangan-55
9. Kobalt-59
10. Arsen-75
11. Rubidium-85* se vyskytuje společně s 27,835 % radioaktivního rubidia-87
12. Yttrium-89
13. Niob-93
14. Rhodium-103
15. Indium-113* se vyskytuje společně s 95,7 % radioaktivního india-115
16. Jod-127
17. Cesium-133
18. Lanthan-139* se vyskytuje společně s 0,09 % radioaktivního lanthanu-138
19. Praseodym-141
20. Europium-153* se vyskytuje společně s 47,8 % radioaktivního europia-151
21. Terbium-159
22. Holmium-165
23. Thulium-169
24. Lutecium-175* se vyskytuje společně s 2,59 % radioaktivního lutecia-176
25. Rhenium-185* se vyskytuje společně s 62,6 % radioaktivního rhenia-187
26. Zlato-197

Prvky, jejichž stabilní izotopy jsou označeny hvězdičkou (*) nejsou mononuklidické.